# Manuel da Rocha Felício

Wappen von Manuel da Rocha Felício

Manuel da Rocha Felício (* 6. November 1947 in Mamouros, Portugal) ist ein portugiesischer Geistlicher und emeritierter römisch-katholischer Bischof von Guarda.

## Leben
Manuel da Rocha Felício empfing am 21. Oktober 1973 das Sakrament der Priesterweihe für das Bistum Viseu.
Am 21. Oktober 2002 ernannte ihn Papst Johannes Paul II. zum Titularbischof von Aquae Flaviae und bestellte ihn zum Weihbischof in Lissabon. Der Bischof von Viseu, António Ramos Monteiro OFMCap, spendete ihm am 15. Dezember desselben Jahres die Bischofsweihe; Mitkonsekratoren waren der Erzbischof von Braga, Jorge Ferreira da Costa Ortiga, und der Bischof von Guarda, António dos Santos.
Papst Johannes Paul II. ernannte ihn am 21. Dezember 2004 zum Koadjutorbischof von Guarda. Am 1. Dezember 2005 wurde Manuel da Rocha Felício in Nachfolge von António dos Santos, der aus Krankheitsgründen zurücktrat, Bischof von Guarda.
Am 20. Dezember 2024 nahm Papst Franziskus das altersbedingte Rücktrittsgesuch von Manuel da Rocha Felício an.